# Verdienstmedaille der Nationalen Volksarmee

Rückseite

Die Verdienstmedaille der Nationalen Volksarmee war eine staatliche Auszeichnung  der Deutschen Demokratischen Republik (DDR), welche in Form einer tragbaren Medaille verliehen wurde.

## Geschichte
Die Medaille wurde am 1. Juni 1956 in drei Stufen gestiftet. Ihre Verleihung erfolgte für hervorragende Verdienste und Einsatzbereitschaft beim Aufbau und bei der Festigung der Nationalen Volksarmee. Ferner auch für hervorragende Leistungen bei der Truppenführung sowie in der politischen und militärischen Ausbildung wie auch der Erziehung von Armeeangehörigen. Nicht zuletzt auch für hervorragende Leistungen bei der Pflege, Wartung und Instandhaltung wie Instandsetzung der technischen Ausrüstung. Die Verleihung der Medaille konnte auch an Nichtangehörige der NVA erfolgen, aber auch an militärische Kollektive.

## Stufeneinteilung
Die Stiftung der Verdienstmedaille der Nationalen Volksarmee erfolgte in drei Stufen. Diese waren:
- Goldstufe (höchste Stufe)
- Silberstufe (mittlere Stufe)
- Bronzestufe (niedrigste Stufe)

## Aussehen und Tragweise
Die bronzene, versilberte oder vergoldete Medaille mit einem Durchmesser von 35 mm zeigte auf ihrem Avers mittig drei erhaben geprägte Köpfe, welche für die drei Teilstreitkräfte der NVA, Landstreitkräfte, Volksmarine und Luftstreitkräfte, stehen sowie die darunter liegenden Buchstaben DDR, welche links und rechts von je einen Eichenlaubzweig flankiert werden. Umgeben ist die Symbolik von der Umschrift: FÜR HERVORRAGENDE VERDIENSTE (oben) NATIONALE VOLKSARMEE (unten). Das Revers der Medaille zeigt dagegen mittig das große Staatswappen der DDR mit der Umschrift: FÜR DEN SCHUTZ (oben) DER ARBEITER UND BAUERN MACHT (unten) sowie zwei unten gekreuzte nach oben hin offene gebogene Lorbeerzweige. Getragen wurde die Medaille an der linken oberen Brustseite an einer fünfeckigen pentagonalen 25 mm breiten roten Spange mit einem 3 mm breiten schwarz-rot-goldenen Saum. Bei der Silber- und Goldstufe ist zusätzlich ein 2,5 mm breiter silberner bzw. goldener Mittelstreifen eingewebt.